# سمير نصري
سمير نصري (بالفرنسية: Samir Nasri)‏، لاعب كرة قدم فرنسي سابق من أصل جزائري من مدينة مسكيانة ولاية أم البواقي . ولد في 26 يونيو 1987 كان يلعب في فريق أولمبيك مرسيليا ومنتخب فرنسا لكرة القدم.

## حياته
تنحدر أمه وسيلة من مدينة بسكرة وقد كانت تعمل مدبرة منزل وأبوه حميد من مدينة قسنطينة وقد كان يعمل كسائق حافلة، قبل أن يصبح المدير الشخصي لابنه سمير. وسمير أكبر أخوته الأربعة وهم سونيا ووليد ومالك. كما أن لسمير علاقة بلاعبة التنس تاتيانا غولوفين.
هاجر جدى سمير نصري من الجزائر إلى فرنسا تحديدا إلى مدينة الجنوب الفرنسي مارسيليا وهناك كانت بداية سمير نصري في ممارسة كرة القدم، كان سمير نصري غالبا مايلعب الكره في الطرقات وعندها تعلم واتقن الكثير من المهارات في كرة القدم قام أبواه بتسجيله في أحد الأندية المحلية الصغيرة وبعد أن لعب سنتين في هذا النادي وتحديدا في عام 1996 انضم إلى أولمبيك مارسيليا.

## مسيرته الكروية
مرسيليا

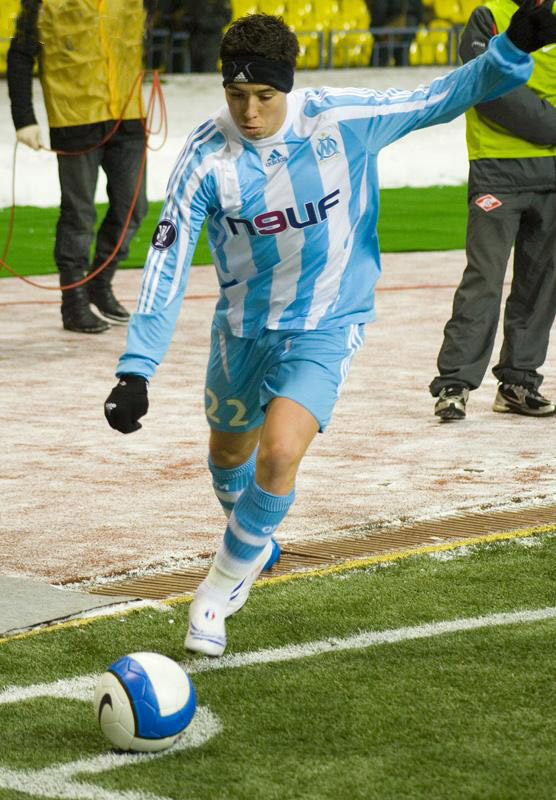
سمير نصري في أولمبيك مارسيليا

انضم سمير نصري إلى أولمبيك مارسيليا وهو في التاسعة من عمره وتدرج في الفئات السنية إلى ان بلغ الفريق الأول.
لعب سمير نصري أول مبارياته في الدوري الفرنسي في موسم 2004/2005 وكان يبلغ من العمر 17 عاما. وشارك في 13 مباراة كلاعب أساسي و11 مباراة كلاعب بديل وسجل هدفا واحدا. في الموسم التالي شارك في 30 مباراة في الدوري وسجل هدفا وحيدا، وشارك في 10 مباريات في كأس الاتحاد الأوروبي دون أن يحرز أي هدف.
ظهر سمير نصري في موسم 2006/2007 في 37 مباراة مسجلا ثلاثة أهداف وقد ساهم سمير نصري في حصول الفريق على المركز الرابع بعد الانتصار على نادي سوشو الفرنسي قبل نهاية الدوري بأربع مراحل ليضع هذا الانتصار مرسيليا في تصفيات كأس الاتحاد الأوروبي. وفي الموسم الأخير لسمير نصري في مرسيليا لعب 30 مباراة مسجلا 6 أهداف.
كان سمير نصري ضمن تشكيلة مرسيليا التي خسرت نهائي كأس فرنسا في موسمي 2006 ضد باريس سان جيرمان و2007 ضد نادي سوشو.

### آرسنال
في الحادي عشر من يوليو 2008 وقع سمير عقدا طويل الأمد مع نادي أرسنال قادما من أولمبيك مارسيليا مقابل 12 مليون جنيه استرليني. كان ظهور سمير نصري الأول مع أرسنال في 30 من يوليو ضد نادي شتوتغارت الألماني في مباراة ودية.
اما على الصعيد الرسمي فكان ظهوره الأول في الدوري الإنجليزي الممتاز في 16 أغسطس ضد وست بروميتش ألبيون في الجولة الأولى من الدوري وكانت بداية قوية لسمير نصري عندما استطاع تسجيل أول أهدافه في الدقيقة الرابعة من المباراة ! وفي 27 من أغسطس كان الظهور الأول لسمير نصري في دوري أبطال أوروبا ضد تونتي واستطاع تسجيل هدف في الدقيقة 26 جاعلا بدايته في دوري أبطال أوروبا بنفس الطريقة التي بدأها في الدوري، كما ساهم سمير نصري بفوز آرسنال على مانشستر يونايتد في الدوري عندما قام بتسجيل هدفين مانحا نقاط الفوز لفريقه.
في موسم 2009/2010 تعرض سمير لإصابة في عظمة الساق في معسكر الفريق الاعدادي في النمسا وغاب عن بداية الموسم.
سجل سمير أحد أجمل الأهداف في دوري أبطال أوروبا 2009-2010 ضد نادي بورتو البرتغالي حيث تلاعب بثلاثة مدافعين قبل أن يسجل هدفا من زاوية صعبة.

### مانشستر سيتي
أعلن مانشستر سيتي الإنجليزي يوم الأربعاء الموافق 25 أغسطس 2011 تعاقده رسميًا مع سمير نصري من مواطنه آرسنال بعقد يمتد لأربعة أعوام.
وقال مانشستر سيتي في بيانه «انضم الدولي الفرنسي إلى النادي من آرسنال في عقد يمتد لأربعة أعوام وسيلتقي بزملائه الجدد الخميس. سيرتدي القميص رقم 19».
وكان آرسنال أعلن انه توصل إلى اتفاق مبدئي مع مانشستر سيتي المتصدر بشأن انتقال نصري إلى صفوف الأخير، كاشفا في بيانه: «يستطيع النادي أن يؤكد بأنه توصل إلى اتفاق بشأن انتقال سمير نصري إلى صفوف مانشستر سيتي». وكان انتقال نصري الذي كلف مانشستر سيتي 24 مليون جنيه بحسب وسائل الإعلام المحلية، يلوح في الأفق منذ أيام كثيرة خصوصا بعدما استبعد عن مباراتي الدور الفاصل لمسابقة دوري أبطال أوروبا أمام اودينيزي الإيطالي حتى يتمكن من خوض دور المجموعات للمسابقة ذاتها مع مانشستر سيتي.
وست هام يونايتد
انضم لوست هام يونايتد في 1 يناير 2019 في صفقة انتقال حر.
و ارتدى سمير نصري القميص رقم 18.

## مسيرته الدولية
لعب سمير نصري لجميع الفئات العمرية للمنتخب الفرنسي وكان ضمن مجموعة اللاعبين الذين حققوا كأس امم أوروبا للناشئين عام 2004، وقد سجل الهدف الوحيد في المباراة النهائية. وفي قرار غريب من مدرب فرنسا، لم يستدع لكأس العالم 2010 حيث قدم منتخب فرنسا أداءً مخيبا وأقصي من دور المجموعات.
سجل سمير هدف التعادل لمنتخب فرنسا في مرمى منتخب إنجلترا خلال مباراة الفريقين ضمن بطولة أمم أوروبا 2012.
اعتزل اللعب مع المنتخب الفرنسي على اثر عدم استدعائه للمشاركة في كاس العالم في البرازيل 2014

## إنجازاته الشخصية
- جائزة أفضل لاعب صاعد بالدوري الفرنسي لعام 2006 - 2000
- اختياره ضمن تشكيلة الدوري الفرنسي لعام 2006 - 2007
- أفضل لاعب في الدوري الإنجليزي لشهر ديسمبر 2010
- أفضل لاعب فرنسي لعام 2010
- أفضل لاعب في الدوري الإنجليزي حسب استفتاء مشجعي الدوري الإنجليزي لأشهر أكتوبر 2010 وديسمبر 2010 ويناير 2011
- اختياره ضمن تشكيلة الدوري الإنجليزي لعام 2010 - 2011
- اختياره ضمن تشكيلة الدوري الفرنسي لعام 2009_ 2008

## وصلات خارجية
- سمير نصري على موقع الاتحاد الدولي (مؤرشف)  (الإنجليزية)
- سمير نصري على موقع الاتحاد الأوربي (الإنجليزية)
- سمير نصري على موقع رابطة كرة القدم الفرنسية للمحترفين (الإنجليزية)
- سمير نصري على موقع قاعدة بيانات كرة القدم.إي يو (الإنجليزية)
- سمير نصري على موقع ليكيب (الفرنسية)
- سمير نصري على موقع ناشيونال فوتبول تيمز (الإنجليزية)
- سمير نصري على موقع Soccerbase.com (لاعب) (الإنجليزية)
- سمير نصري على موقع Soccerway.com (الإنجليزية)
- سمير نصري على موقع عالم كرة القدم.نت (الإنجليزية)
- سمير نصري على موقع AS.com (الإسبانية)

- الموقع الرسمي لسمير نصري
- موقع عن سمير نصري